# Acerataspis clavata
Acerataspis clavata là một loài tò vò trong họ Ichneumonidae.